# Boulevard périphérique
Der Boulevard périphérique (kurz auch Périphérique, périph oder BP) ist eine in den Jahren 1954 bis 1973 als Ringstraße um Paris gebaute Stadtautobahn, die weitgehend vier Fahrstreifen pro Fahrtrichtung aufweist. Im engeren Sinn ist er keine Autobahn, sondern eine Kommunalstraße (französisch voie communale). Die Fahrbahnen im Uhrzeigersinn werden als Périphérique intérieur, die gegenläufigen als Périphérique extérieur bezeichnet.
Er umschließt die französische Hauptstadt mit ihren 20 Arrondissements. Abgesehen von wenigen Ausnahmen werden die Gebiete außerhalb des Boulevard périphérique selbständig verwaltet und gehören daher nicht zur Seine-Metropole. Fast alle wichtigen französischen Autobahnen führen auf Paris zu und münden aus allen Richtungen in den Boulevard périphérique: die A 1 aus Lille, die A 4 aus Reims/Straßburg, die A 5 aus Troyes, die A 6 aus Lyon/Dijon, die A 77 aus Nevers, die A 10 aus Orléans, die A 13 aus Rouen und die A 16 aus Amiens.

## Geschichte

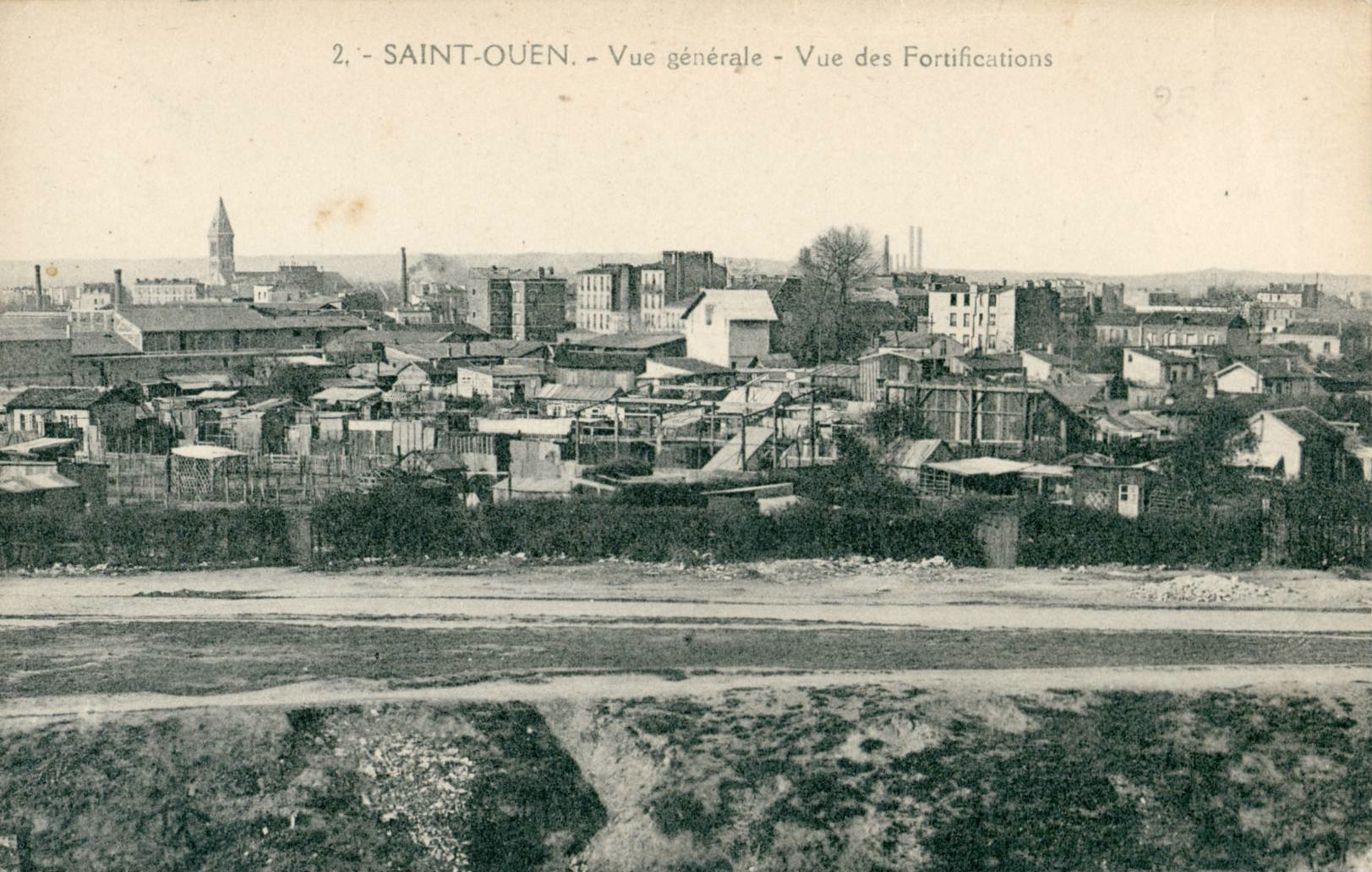
Niemandsland der „Zone“ an der Porte de Saint-Ouen

An der Stelle der heutigen Ringautobahn befanden sich die seit den 1830er Jahren geplanten und 1840 bis 1845 errichteten Stadtbefestigungen (fortifications) der französischen Hauptstadt und ihr Glacis, die Zone non aedificandi. Eigentlich waren sie nach dem Stand der Militärtechnik schon zur Zeit ihres Baus veraltet, dennoch wurden sie, nach einem Grundsatzbeschluss von 1919, erst in den 1920er Jahren beseitigt. Im Niemandsland der „Zone“ war es aber zum Teil schon vor 1914 zu wilden Siedlungen und zur Errichtung von Notunterkünften sozialer Randgruppen gekommen. In der Zwischenkriegszeit entstanden dort, an den Grenzen des seit 1860 bis heute in seinen politisch-administrativen Grenzen „eingefrorenen“ Paris intra muros, zunächst Sozialbauten, Ausstellungsgelände und Sportanlagen, in den Oberschichtvierteln im Westen auch Luxuswohnbauten. Bei der Porte Maillot war 1903, nach dem Vorbild von Coney Island, ein „Luna Park“ entstanden. Vorausschauende Planer der Jahrhundertwende wie Eugène Hénard und Jean Claude Nicolas Forestier hatten im Befestigungsring und seiner Zone non aedificandi ein Grünreservoir für die an Parkanlagen arme Metropole gesehen. Dies wurde allerdings nur in minimalem Ausmaß verwirklicht, wenngleich die Errichtung der Ringautobahn (1954 bis 1973) im Parisien Libéré vom 8. November 1954 sogar als „Operation Grüngürtel“ bezeichnet wurde.
Die 35 Kilometer lange Stadtautobahn, von den Einwohnern le périph genannt – eine der am stärksten befahrenen Straßen Europas – wurde allenfalls in den „feineren“ Gegenden, etwa am Rand der Parks Bois de Boulogne und Bois de Vincennes, teilweise in Tunnellage geführt. Dort waren auch die entsprechenden Bürgerinitiativen am stärksten. Auch der Parc de la Villette und das Wissenschaftszentrum von La Villette zeugen von einer gewissen Bemühung, das Straßenbauvorhaben einigermaßen umweltverträglich zu machen. Urbanistisch wirkt allerdings die nach langen Debatten und Bauverzögerungen am 25. April 1973 offiziell fertiggestellte Ringautobahn als effektive Absperrung gegenüber der voll urbanisierten Banlieue, weshalb sie heute von vielen Stadtplanern kritisiert wird. Die Gesamtlänge des Boulevard périphérique beträgt 35 km, die bebaute Fläche 1,38 km². Täglich benutzen 242.000 Fahrzeuge den Autobahnring, was nur 2 % des Pariser Gesamtverkehrs darstellt und weniger als der Pariser Radverkehr ist (Stand 2013). Von diesen Fahrzeugen sind 89 % PKW, 7 % LKW und 4 % Motorräder.

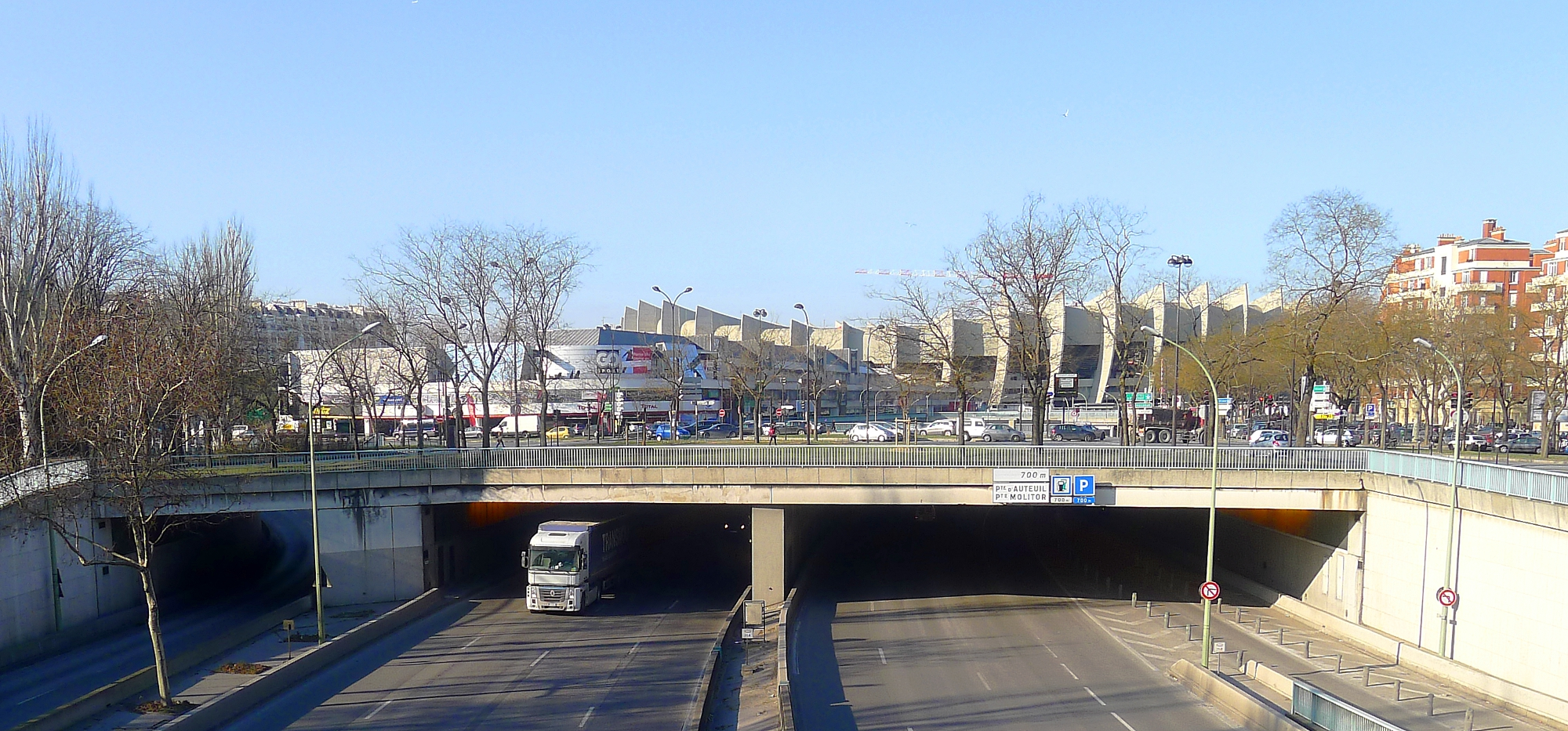
Tunnel an der Porte de Saint-Cloud, im Hintergrund das Stadion Parc des Princes
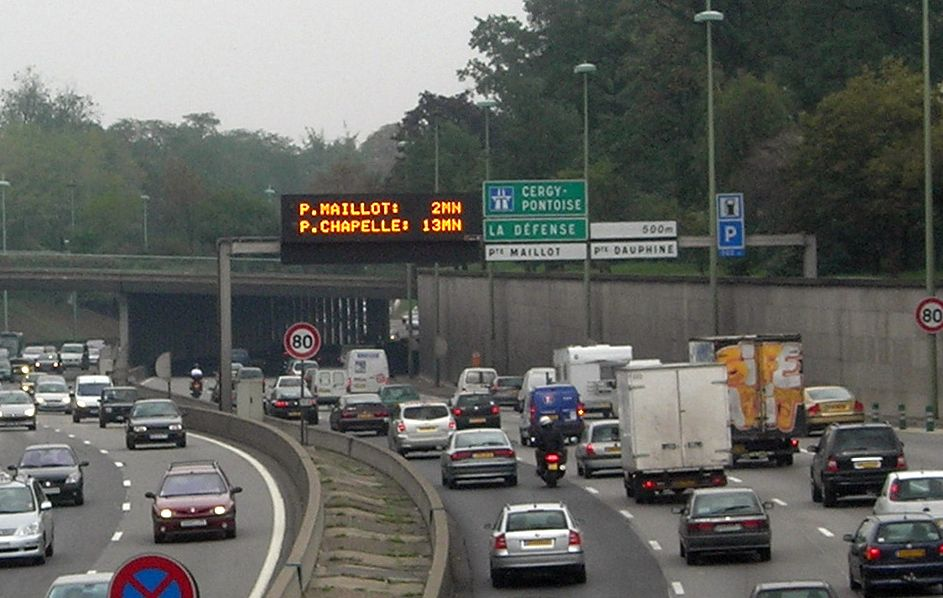
Infotafel für wechselnde Anzeigen an der Porte de la Muette
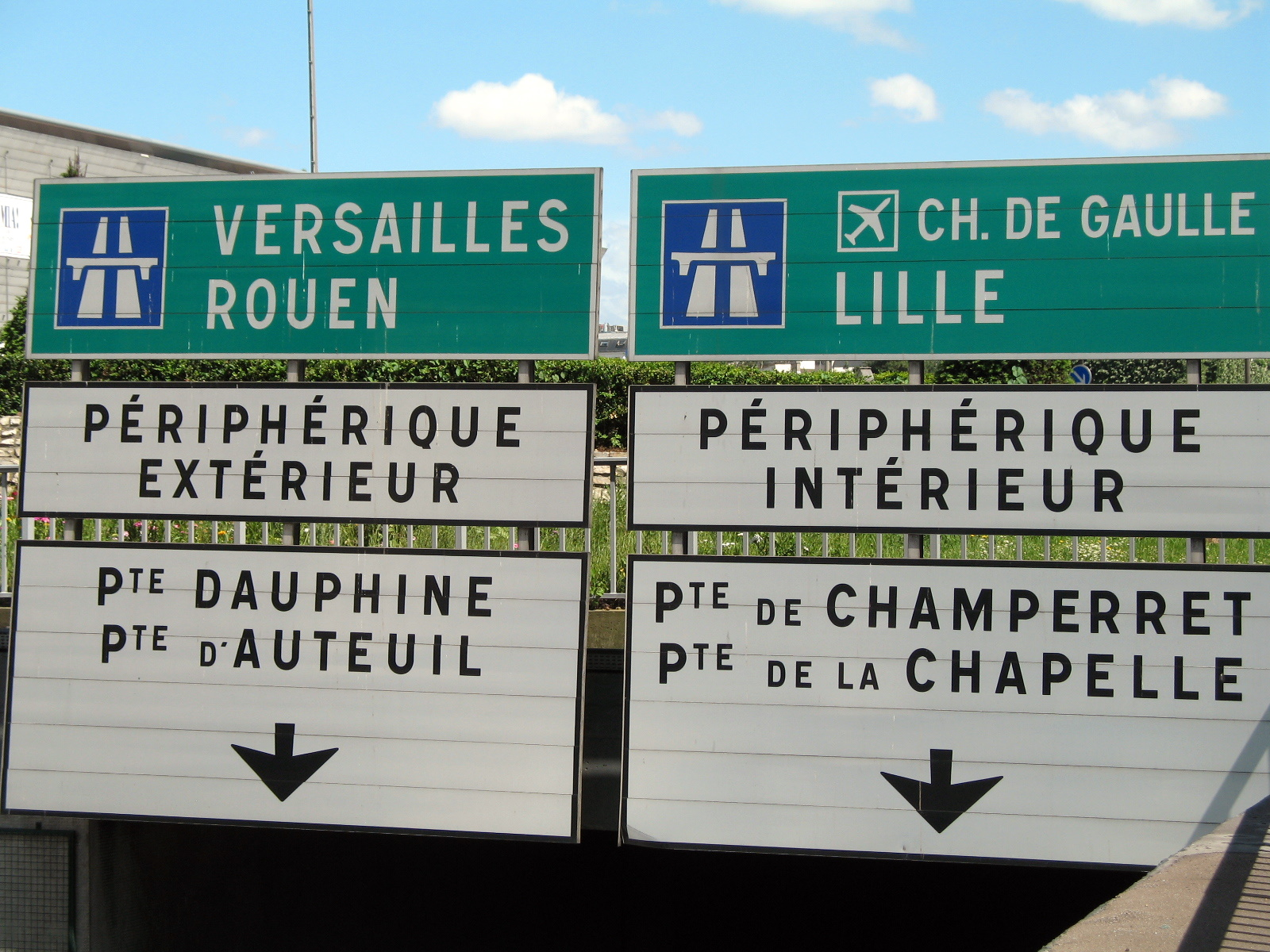
Hinweisschilder zum Boulevard périphérique an der N 13 (Porte Maillot)
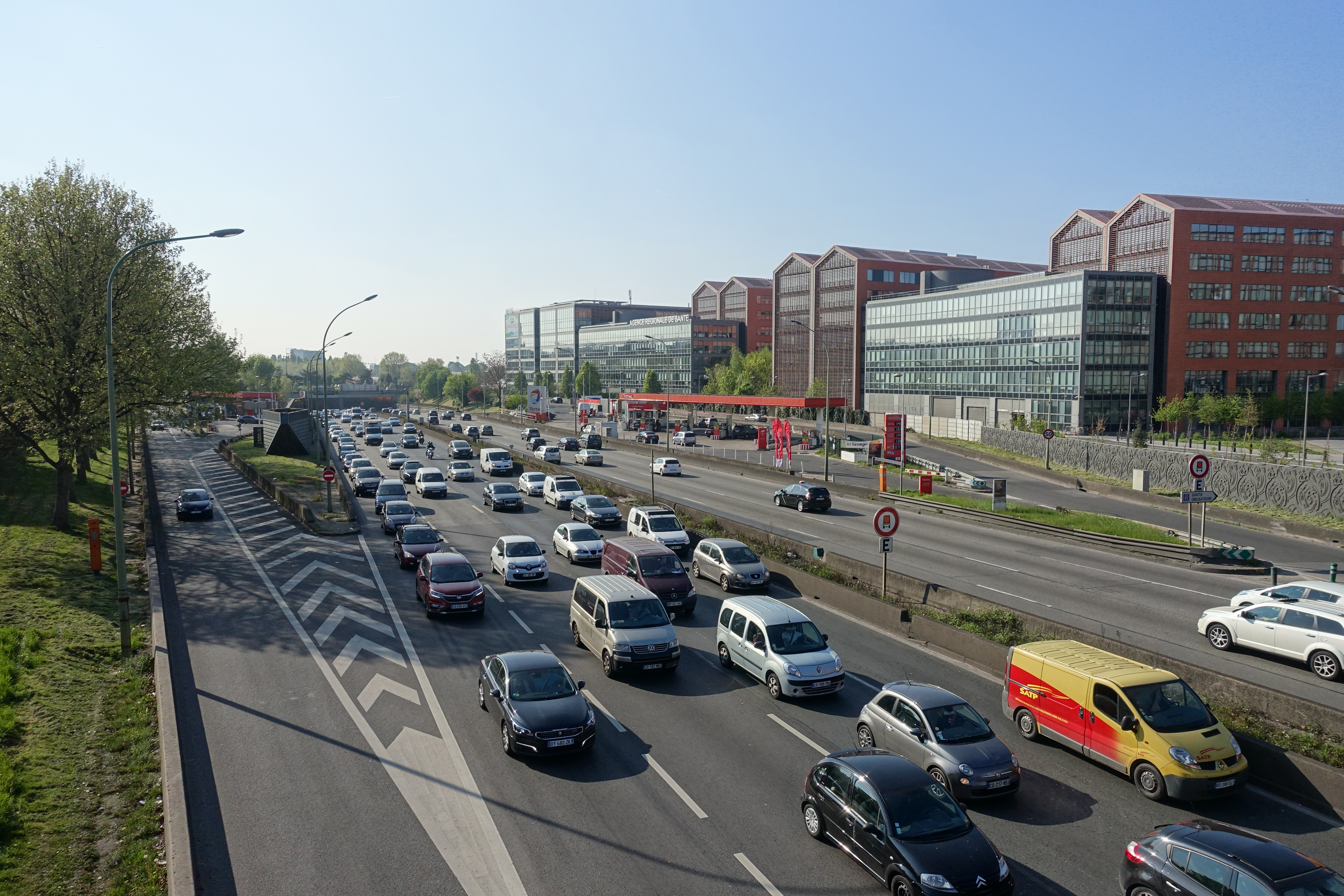
Jeweils vier Fahrstreifen an der Porte d’Aubervilliers
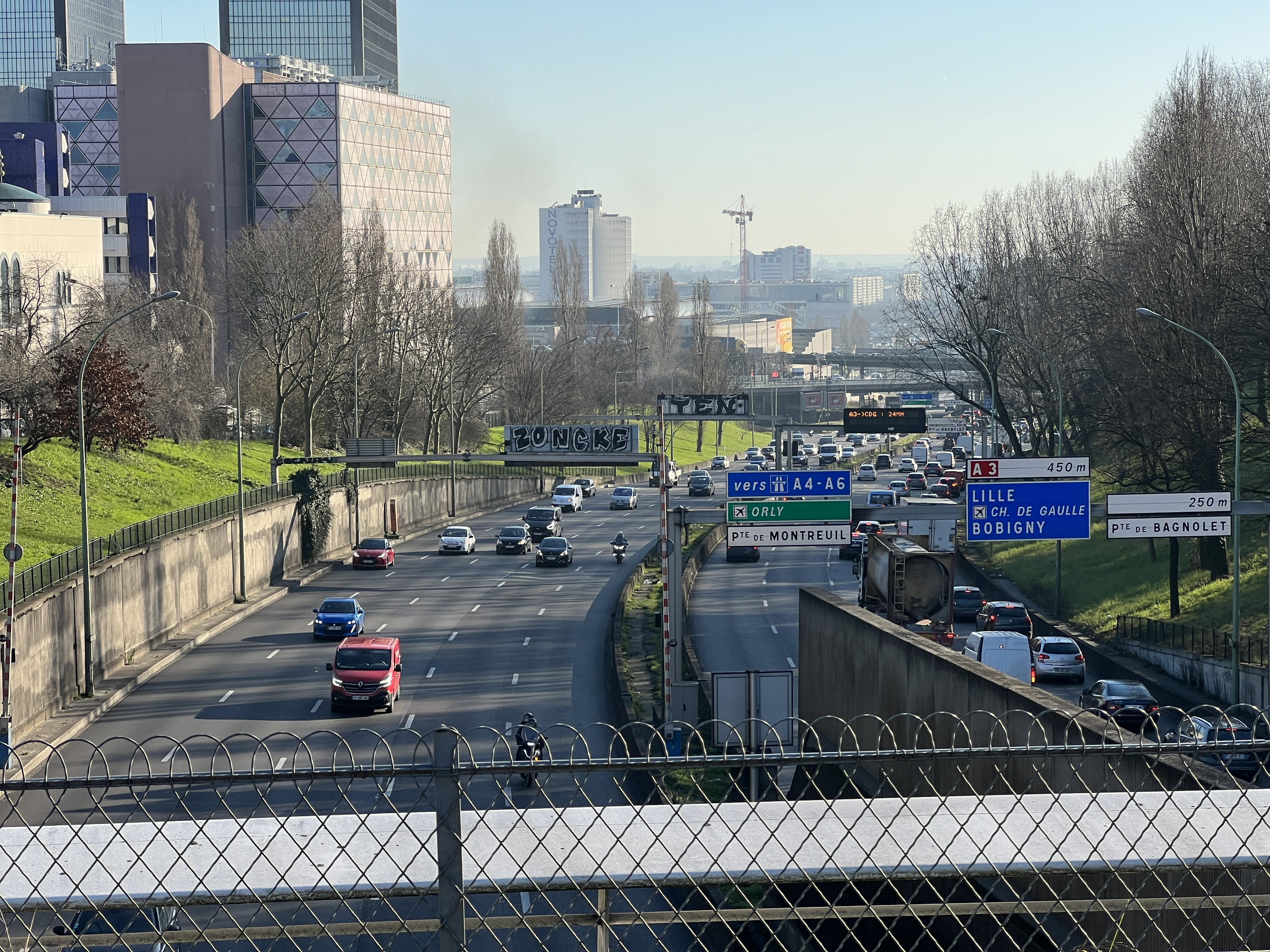
Périphérique intérieur mit fünf Fahrstreifen nördlich der Porte de Bagnolet
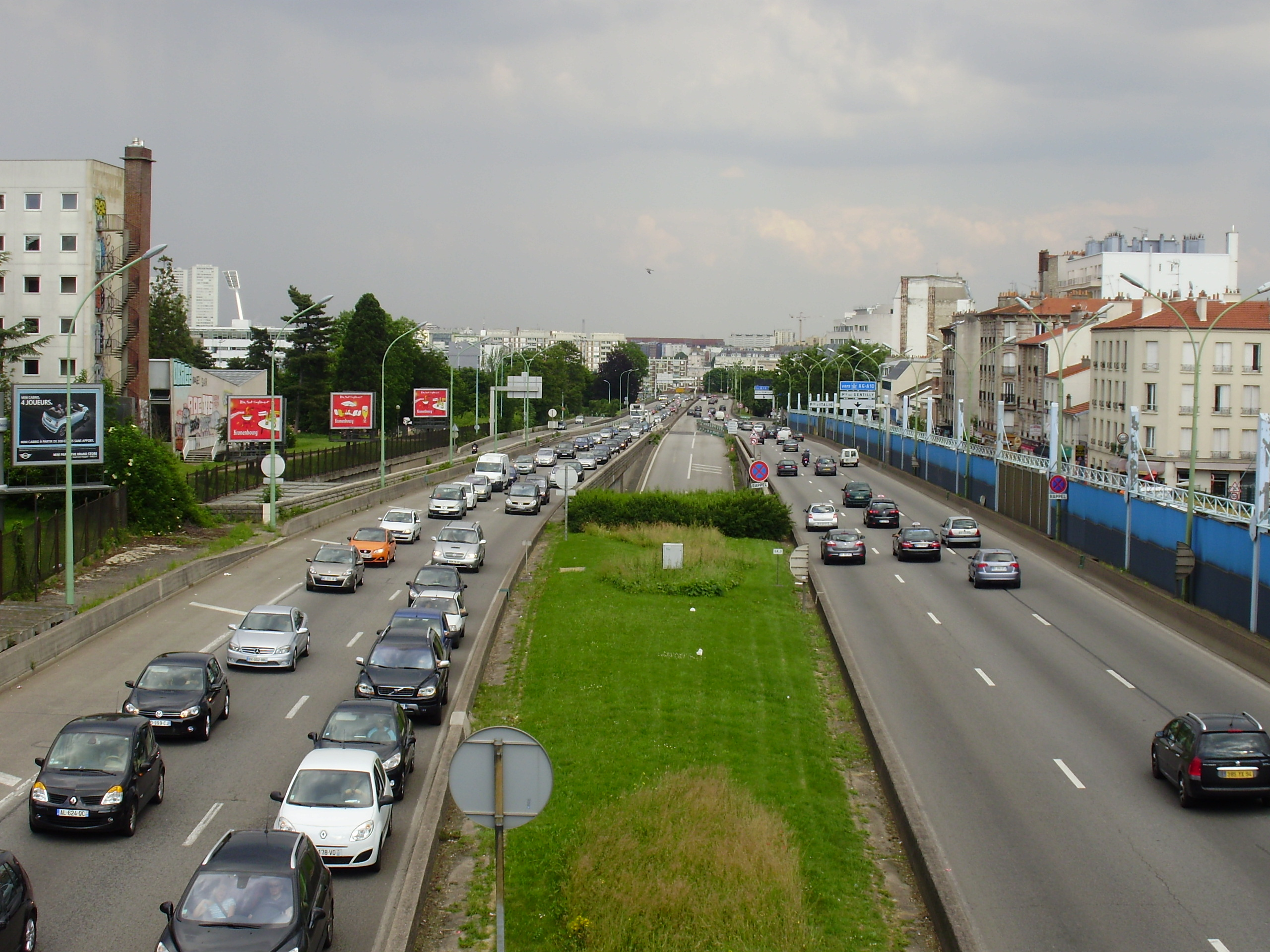
Zwei und drei Fahrstreifen an der Anschlussstelle der Autobahn 6a südlich der Porte de Gentilly

## Abweichende Verkehrsregeln

Boulevard périphérique (schwarz) und Autobahnen (orange)

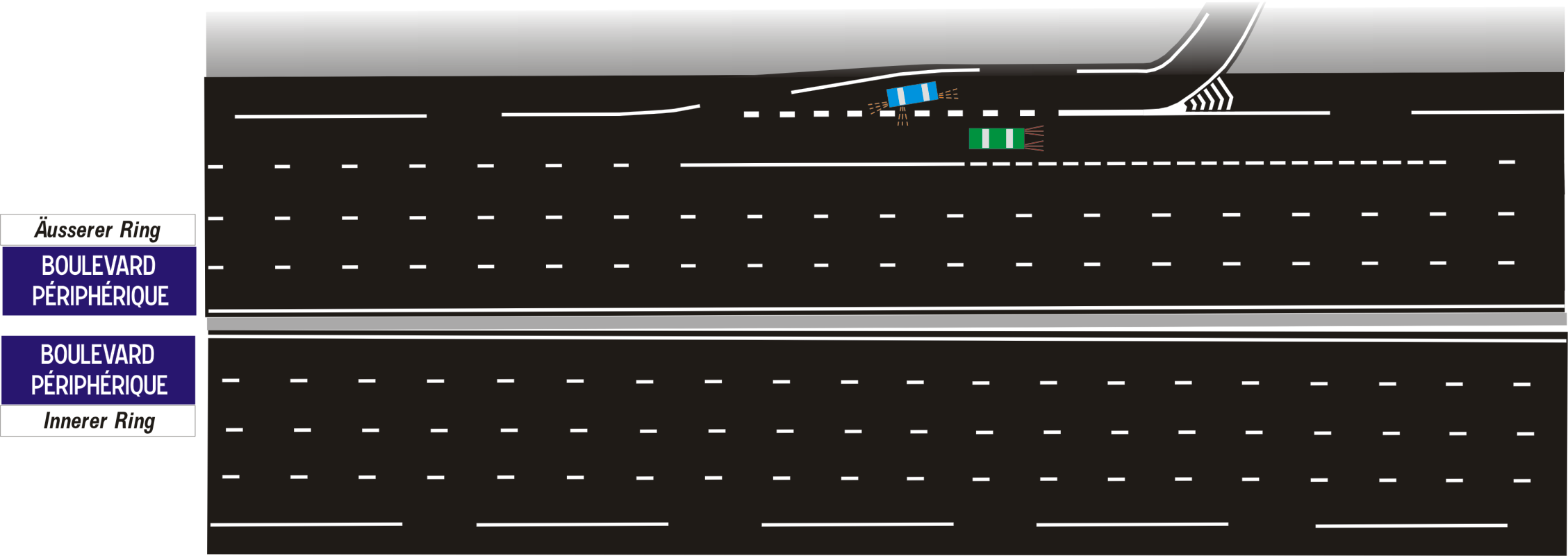
Der in den Boulevard péripherique einfahrende PKW (blau) hat Vorfahrt vor dem PKW auf dem rechten Fahrstreifen (grün); letzterer darf den Fahrstreifen im Einfädelbereich nicht wechseln

Vom Standpunkt der Klassifikation ist der – zur Hauptverkehrszeit regelmäßig überlastete – Boulevard périphérique lediglich eine Kommunalstraße. Indes weist er baulich getrennte Richtungsfahrbahnen und acht Fahrstreifen auf: je vier auf dem Innenring und vier auf dem Außenring, weshalb er vergleichbar mit einer (Ring-)Autobahn ist.
Die zulässige Höchstgeschwindigkeit betrug bis 2014 80 km/h und wurde dann auf 70 km/h verringert (gegenüber den sonst landesüblichen Tempolimits von außerorts 80 km/h, 110 km/h auf autobahnähnlichen Schnellstraßen und 130 km/h auf Autobahnen). Im September 2024 kündigte die Pariser Bürgermeisterin Anne Hidalgo eine weitere Absenkung auf 50 km/h sowie die Einrichtung einer reservierten Fahrspur für Notdienste, Taxis und Fahrgemeinschaften an. Die Absenkung der Höchstgeschwindigkeit wurde Anfang bis Mitte Oktober 2024 umgesetzt. Da die durchschnittliche Reisegeschwindigkeit tagsüber nur 37 km/h betrug, wird mit keiner relevanten Einschränkung des Verkehrsflusses gerechnet. Ziel ist vor allem die Reduktion des Verkehrslärms in den Nachtstunden. Diese Maßnahmen waren zuvor bereits für die Dauer der Olympischen Spiele 2024 umgesetzt worden.
Abweichend von den meisten anderen kreuzungsfreien Straßen wie Autobahnen und autobahnähnlichen Schnellstraßen in Frankreich und anderen Ländern, gilt auf dem Boulevard périphérique die Regel, dass an jeder Einfahrt der Verkehr auf dem Beschleunigungsstreifen vor dem auf dem rechten der vier Fahrstreifen Vorfahrt hat. Die Fahrzeuge auf dem rechten Fahrstreifen müssen gegebenenfalls tatsächlich bremsen, Vorfahrt gewähren und einfädeln lassen, da in Höhe des Beschleunigungsstreifens der Bereich zwischen dem ersten (ganz rechten) und zweiten Fahrstreifen (von rechts) durch eine durchgezogene Linie auf der Fahrbahn markiert ist; diese soll verhindern, dass auf dem rechten Fahrstreifen durch „Einfädler“ ausgebremste Fahrzeuge auf den zweiten Fahrstreifen wechseln und so den Verkehrsfluss abreißen lassen.
Diese autobahn-untypische Regelung hat drei Hauptgründe:
- Gewohnheit: Die „Rechts-vor-Links-Regel“ ist im innerstädtischen Bereich ohnehin üblich
- Platzmangel: Die Beschleunigungsstreifen sind sehr kurz
- Verkehrsfluss: Auf dem Boulevard périphérique soll der Verkehr zügig abfließen können. Durch die Regelung verkürzen sich Staus auf Zubringerstraßen, und auf dem Boulevard Périphérique selbst bleibt der Verkehr ebenfalls im Fluss.